# Stephen Rea
Stephen Rea (Belfast, 31 de octubre de 1946) es un actor norirlandés.

## Biografía
Stephen Rea nació en la ciudad de Belfast en 1946 en una familia protestante. Estudió en la Belfast High School y luego en la Queen's University Belfast. Tomó clases de teatro en la Abbey Theatre School. En la universidad coincidió con Neil Jordan y Stewart Parker.
Estuvo casado diecisiete años con Dolours Price, integrante del IRA, y tuvo dos hijos con ella, Danny y Oscar. Price falleció en Dublín en enero de 2013 y fue enterrada en el Cementerio de Milltown.

## Carrera
Después de trabajar en el Abbey Theatre de Dublín, se mudó a Londres. En 1967, interpretó a Paddy en The Shadow of a Gunman, de Seán O'Casey, en el Mermaid Theatre.
En 1980 regresó a Belfast, donde fundó la Field Day Theatre Company junto con el dramaturgo Brian Friel, a quien había conocido en 1973 durante los ensayos de su obra The Freedom of the City en el Royal Court. La primera obra que montó la compañía fue Translations, también de Friel, estrenada en Derry en septiembre de 1980.
En 1992 fue nominado a un premio Óscar por su actuación en The Crying Game, en la que interpretó a Fergus, un terrorista del Ejército Republicano Irlandés Provisional. Posteriormente, trabajó en películas como Interview with the Vampire (1994), Michael Collins (1996), The Butcher Boy (1997) y V for Vendetta (2006).

## Filmografía

### Teatro
| Año  | Obra                   | Personaje | Director | Teatro          |
| ---- | ---------------------- | --------- | -------- | --------------- |
| 1967 | The Shadow of a Gunman |           |          | Mermaid Theatre |

### Cine
| Año  | Título                                    | Papel              |
| ---- | ----------------------------------------- | ------------------ |
| 1970 | Cry of the Banshee                        | Aldeano            |
| 1982 | Angel                                     | Danny              |
| 1983 | Loose Connections                         | Harry              |
| 1984 | The Company of Wolves                     | Novio              |
| 1985 | The Doctor and the Devils                 | Timothy Broom      |
| 1990 | Life Is Sweet                             | Patsy              |
| 1992 | The Crying Game                           | Fergus             |
| 1993 | Bad Behaviour                             | Gerry McAllister   |
| 1994 | Prêt-à-Porter                             | Milo O'Brannagan   |
| 1994 | Princess Caraboo                          | Gutch              |
| 1994 | Interview with the Vampire                | Santiago           |
| 1994 | Angie                                     | Noel               |
| 1995 | "Between the Devil and the Deep Blue Sea" | Nikos              |
| 1996 | Trojan Eddie                              | Trojan Eddie       |
| 1996 | Michael Collins                           | Ned Broy           |
| 1996 | The Last of the High Kings                | Taxista            |
| 1997 | Hacks                                     | Brian              |
| 1997 | The Butcher Boy                           | Benny Brady        |
| 1997 | A Further Gesture                         | Sean Dowd          |
| 1997 | Impacto mortal                            | Cypher             |
| 1998 | Still Crazy                               | Tony Costello      |
| 1998 | This Is My Father                         | Padre Quinn        |
| 1999 | In Dreams                                 | Dr. Silverman      |
| 1999 | The End of the Affair                     | Henry Miles        |
| 1999 | Guinevere                                 | Connie Fitzpatrick |
| 1999 | The Life Before This                      | Brian              |
| 2001 | Snow in August                            | Judah Hirsch       |
| 2001 | The Musketeer                             | Cardenal Richelieu |
| 2002 | Evelyn                                    | Michael Beattie    |
| 2002 | FeardotCom                                | Alistair Pratt     |
| 2003 | The I Inside                              | Dr. Newman         |
| 2003 | Bloom                                     | Leopold Bloom      |
| 2005 | Desayuno en Plutón                        | Bertie             |
| 2006 | River Queen                               | Francis            |
| 2006 | V for Vendetta                            | Finch              |
| 2006 | Sixty Six                                 | Dr. Kenneth Barrie |
| 2006 | Sisters                                   | Dr. Philip Lacan   |
| 2007 | The Reaping                               | Padre Costigan     |
| 2007 | Stuck                                     | Tom                |
| 2009 | Ondine                                    | Padre              |
| 2009 | Nothing Personal                          | Martin             |
| 2011 | Stella Days                               | Brendan McSweeney  |
| 2011 | Blackthorn                                | Mackinley          |
| 2012 | Underworld: Awakening                     | Dr. Jacob Lane     |
| 2013 | Tasting Menu                              | Walter             |
| 2014 | Out of the Dark                           | Jordan             |
| 2018 | La viuda                                  | Brian Cody         |
| 2018 | Black '47                                 | Conneely           |
| 2023 | The Miracle Club                          | Frank Dunne        |

### Televisión
| Año     | Título                            | Papel                    | Notas        |
| ------- | --------------------------------- | ------------------------ | ------------ |
| 1969    | Z Cars                            | Kenny                    | 1 episodio   |
| 1970    | Softly, Softly: Taskforce         | Philip Conner            | 1 episodio   |
| 1974    | Thriller                          | Arden Buckley            | 1 episodio   |
| 1975-76 | I Didn't Know You Cared           | Carter Brandon           | 13 episodios |
| 1978    | The Professionals                 | Pellin                   | 1 episodio   |
| 1984    | Four Days in July                 | Dixie                    | telefilme    |
| 1984    | Minder                            | Roddy Allan              | 1 episodio   |
| 1986    | Boon                              | Frank Warren             | 1 episodio   |
| 1990    | Not with a Bang                   | Colin Garrity            | 2 episodios  |
| 1995    | Citizen X                         | Burakov                  | telefilme    |
| 1996    | Crime of the Century              | Bruno Hauptmann          | telefilme    |
| 2002    | Copenhagen                        | Niels Bohr               | telefilme    |
| 2009    | Law & Order: Special Victims Unit | Callum Donovan           | 1 episodio   |
| 2009    | Father & Son                      | Augustine Flynn          | miniserie    |
| 2010    | Single-Handed                     | Sean Doyle               | 3 episodios  |
| 2011    | Roadkill                          | Seamus                   | telefilme    |
| 2012    | The Shadow Line                   | Gatehouse                | miniserie    |
| 2013    | Utopia                            | Letts                    | 5 episodios  |
| 2014    | The Honourable Woman              | Hugh Hayden-Hoyle        | miniserie    |
| 2015-16 | Dickensian                        | Inspector Bucket         |              |
| 2016    | War and Peace                     | Príncipe Vassily Kuragin | miniserie    |
| 2017-18 | Counterpart                       | Alexander Pop            | 7 episodios  |
| 2018    | Thanksgiving                      | Melchior                 | miniserie    |

## Premios y distinciones
Premios Óscar
| Año  | Categoría   | Trabajo nominado | Resultado |
| ---- | ----------- | ---------------- | --------- |
| 1993 | Mejor actor | The Crying Game  | Nominado  |

Premios BAFTA
| Año  | Categoría                            | Trabajo nominado     | Resultado |
| ---- | ------------------------------------ | -------------------- | --------- |
| 1993 | Mejor actor                          | The Crying Game      | Nominado  |
| 2012 | Mejor actor de reparto en televisión | The Shadow Line      | Nominado  |
| 2015 | Mejor actor de reparto en televisión | The Honourable Woman | Ganador   |

Premios IFTA
| Año  | Categoría              | Trabajo nominado     | Resultado |
| ---- | ---------------------- | -------------------- | --------- |
| 2015 | Mejor Actor de Reparto | The Honourable Woman | Ganador   |

Premios Tony
Premios Óscar
| Año  | Categoría                                   | Trabajo nominado             | Resultado |
| ---- | ------------------------------------------- | ---------------------------- | --------- |
| 1993 | Mejor actor principal en una obra de teatro | Someone Who'll Watch Over Me | Nominado  |

Globo de Oro
| Año  | Categoría                            | Trabajo nominado     | Resultado |
| ---- | ------------------------------------ | -------------------- | --------- |
| 1997 | Mejor actor de miniserie o telefilme | Crime of the Century | Nominado  |

Daytime Emmy
| Año  | Categoría                          | Trabajo nominado | Resultado |
| ---- | ---------------------------------- | ---------------- | --------- |
| 2002 | Mejor intérprete de serie infantil | Snow in August   | Nominado  |